# ボツワナ民主運動
ボツワナ民主運動（ボツワナみんしゅうんどう、英語: The Botswana Movement for Democracy、略称:BMD）は、ボツワナ共和国の政党。代表はトゥソ・ティエゴ。
2010年7月、ボツワナ民主党党首で大統領のイアン・カーマの方針に異を唱えた4名の同党所属国民議会（国会）議員が離党し、結成された。1966年に同国がイギリスから独立して以来、第一党であったボツワナ民主党から初めて分裂した政党である。2014年の総選挙をひかえて野党連合の民主的変革のアンブレラ (UDC) に加わったが、2018年、新たにUDCに加盟したボツワナ会議党との選挙区での候補者調整を拒んだためUDCから除名された。政治路線は結党当初はリベラルであったが、2023年にティエゴが代表に就任して以降は右派ポピュリズムないしキリスト教保守主義に傾斜している。
一時は国民議会に9議席を有し、ボツワナ民主党に次いで国政第2党となった時期もあったが、2019年総選挙以降は国民議会に議席を獲得できていない。